# Фігурне катання на зимових Азійських іграх 1986
Змагання з фігурного катання на зимових Азійських Іграх 1986, які проводилися в Саппоро (Японія) з 2 по 8 березня. Було розіграно 11 нагород.

## Медалісти
| Дисципліна                | Золото                              | Срібло                         | Бронза                            |
| ------------------------- | ----------------------------------- | ------------------------------ | --------------------------------- |
| Фігурне катання, чоловіки | Макото Кано Японія                  | Джанг Шубін Китай              | Сю Джаосяо Китай                  |
| Фігурне катання, жінки    | Юрі Одзава Японія                   | Масако Като Японія             | Фу Цайшу Китай                    |
| Фігурне катання, пари     | Нам Хює Онг Кім Хйок Південна Корея | Сун Дзіхонг Фан Джюн Китай     | Сун Дан Шанг Дженюен Китай        |
| Спортивні танці на льоду  | Льйов Луянг Джао Сяолей Китай       | Іто Юнко Токіта Хіроакі Японія | Такіно Каору Такіно Кенджі Японія |

## Таблиця медалей
| Місце                      | Країна         | Золото | Срібло | Бронза | Загалом |
| -------------------------- | -------------- | ------ | ------ | ------ | ------- |
| 1                          | Японія         | 2      | 2      | 1      | 5       |
| 2                          | Китай          | 0      | 2      | 3      | 5       |
| 3                          | Південна Корея | 1      | 0      | 0      | 1       |
| Разом                      | Разом          | 3      | 4      | 4      | 11      |
| Примітка: приймаюча країна |                |        |        |        |         |

## Результати

### Чоловіки
| Місце | Атлет              | Результат |
| ----- | ------------------ | --------- |
| 1     | Макото Кано Японія | 2.0       |
| 2     | Джанг Шубін Китай  | 4.0       |
| 3     | Сю Джаосяо Китай   | 6.4       |

### Жінки
| Місце | Атлет              | Результат |
| ----- | ------------------ | --------- |
| 1     | Юрі Одзава Японія  | 2.6       |
| 2     | Масако Като Японія | 3.4       |
| 3     | Фу Цайшу Китай     | 7.6       |

### Пари
| Місце | Атлет                               | Результат |
| ----- | ----------------------------------- | --------- |
| 1     | Північна Корея Нам Хює Онг Кім Хйок | 1.8       |
| 2     | Китай Сун Дзіхонг Фан Джюн          | 3.2       |
| 3     | Китай Сун Дан Шанг Дженюен          | 3.4       |

### Спортивні танці на льоду
| Місце | Атлет                             | Результат |
| ----- | --------------------------------- | --------- |
| 1     | Китай Льйов Луянг Джао Сяолей     | 2.0       |
| 2     | Японія Іто Юнко Токіта Хіроакі    | 4.0       |
| 3     | Японія Такіно Каору Такіно Кенджі | 6.0       |